# Niccolò Frangipane

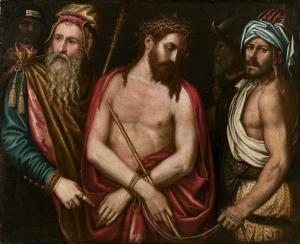
Niccoló Frangipane, Ecce Homo, 1585. Museo Carmen Thyssen Málaga

Niccolò Frangipane (documentado de 1563 a 1597) fue un pintor manierista italiano.

## Biografía
Niccolò Frangipane posiblemente nació en Padua, en la segunda mitad del siglo XVI, aunque otras fuentes sitúan su lugar de nacimiento en Údine, Venecia o Rímini. El historiador de la familia Friuli, Liruti (1762), dejó escrito que nació en Tarcento (1555-1600), donde según él fue discípulo de Tiziano. Sin embargo, las últimas investigaciones parecen sostener que perteneció a una familia oriunda de Padua, y su nacimiento tuvo lugar entre 1540-1545.
En 1563, Frangipane vivía en Venecia, en el barrio de Birri (distrito de San Canzian), cerca de donde desde 1531 tenía situado su taller Tiziano. Por aquel entonces, el artista ya era designado como maestro y comenzaba a recibir sus primeros encargos como pintor independiente, dato que ha sido extraído de un documento de la comisión que le encargó  Madonna con Bambino, coronada de ángeles y con cuatro santos mártires, para el altar mayor del monasterio de Santa Eufemia en Mazorbo. 
Según las fuentes su época de mayor florecimiento comprende los años 1565 a 1597, aunque su primera pintura firmada es Il Cristo portacroce o Nazanero (1572-74), inspirada en la obra, de la misma temática, que realizó Tiziano para la Escuela de San Rocco en Venecia. En 1583, Frangipane pinta El martirio de San Estafano, para la iglesia de la Purificación en Pésaro (hoy en día se conserva en el Palazzo Mosca), que supone la consolidación del pintor como fiel traductor de las fórmulas del clasicismo religioso, de los principios de la escuela veneciana, de sus composiciones y modelos, y de la obra de Giorgione y Tiziano, con la intención de difundirlos por toda la provincia.
Siguiendo los dictámenes contrarreformistas, dedicó parte de su obra a la pintura de carácter religioso y mitológico, ambas de corte clásico, pero también dejó un hueco a temas más profanos, nuevamente inspirados en Giorgione, de fuerte carácter burlesco y ecos flamencos de la obra de Quentin Massys, así como también incluyó elementos cómicos y grotescos con raíces en el mundo ferrarés heredero de Leonardo Da Vinci, y cómo no, con la escuela de Cremona, en especial con la obra de los Campi. El tratadista Marco Boschini, en el siglo XVII, que conoció la obra de Frangipane a través de fuentes literarias, fue el primero en alabar la capacidad caprichosa y fantástica de sus modelos.
La variedad dual de su trayectoria pictórica provocó una gran confusión durante los siglos XVIII y XIX, lo cual llevó a pensar en ese entonces que existían dos pintores con el mismo nombre para justificar así los cambios y la gran variedad en la estética de Frangipane, tesis descartada por los estudios posteriores.

## Obra

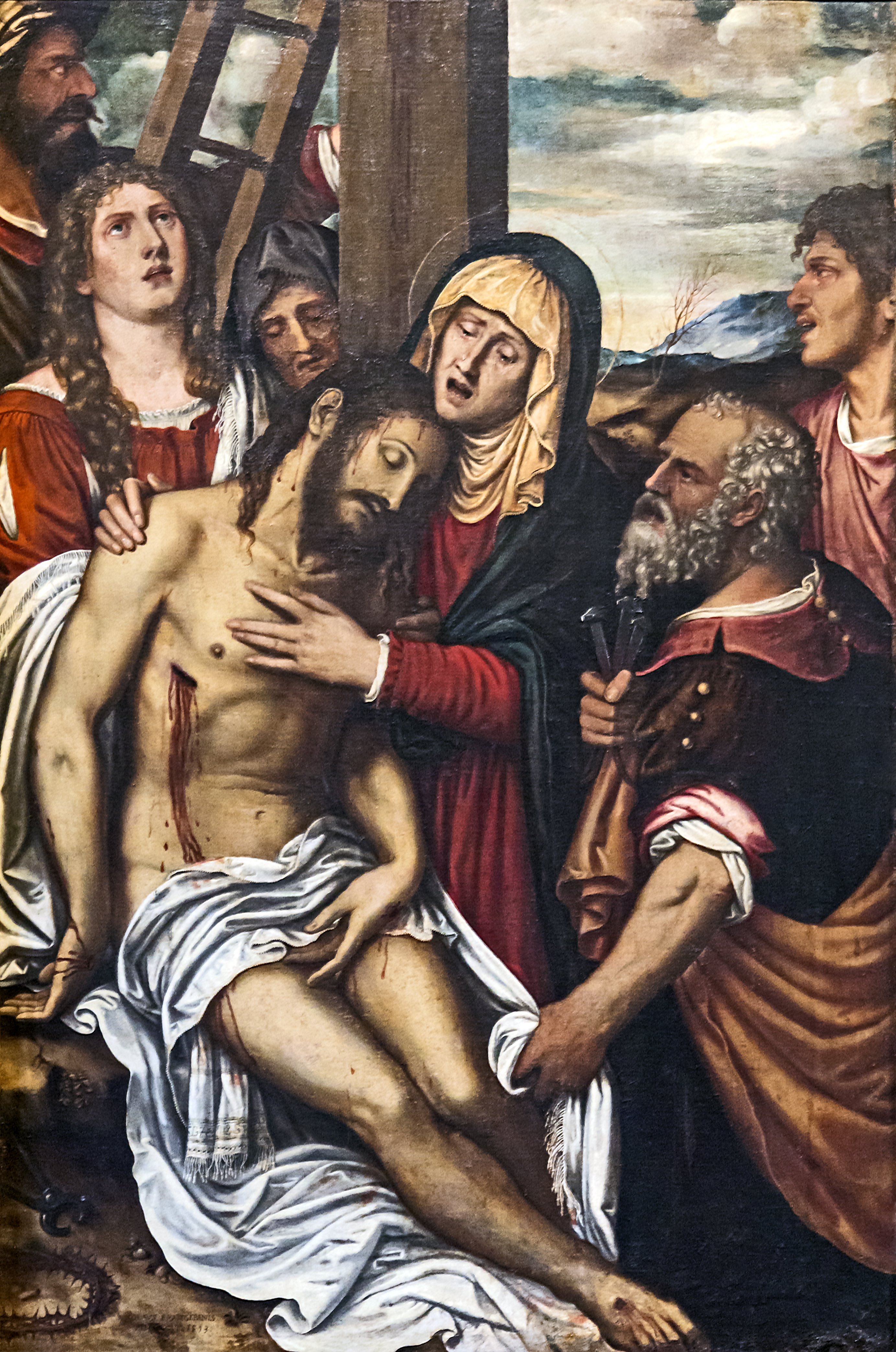
La deposición, Sacristía de la Basílica de Santa María Gloriosa dei Frari, Venecia.

Su obra conocida comprende alrededor de treinta pinturas, muchas de ellas firmadas y fechadas. 
Su primera obra, Il Cristo portacroce o Nazareno (1572-74) se encuentra en el Museo Cívico de Údine, mientras que otras con el mismo nombre y más o menos fieles al modelo de Údine se sitúan en otras colecciones, como por ejemplo Il Cristo portacroce de la Galería Doria Pamphilj de Roma, conservado en la colección privada de G. Sesto Menghi, que podría ser identificado probablemente con el Il Cristo portacroce de la basílica de San Domenico en Rímini. Además, hay otros dos cuadros con el mismo nombre, uno nombrado en el siglo XVI como perteneciente a la colección Michele Spietra de Venecia, y el otro, datado en 1584, y mencionado en el siglo XVII en la colección de Bolonia, donde en la misma ciudad, concretamente en el Palazzo Hercolani se encuentra otra obra de Frangipane, el Ecce Homo, datado en 1585. 
En 1583 realizó, con temática religiosa aún, Il Martirio de San Stefano, para la iglesia de la Purificación en Pésaro, que se conserva actualmente en el Palazzo Mosca. Un año más tarde, en 1584, el artista crea un San Francesco, perdido hoy en día pero del cual se sabe que se encontraba fechado y datado, para el coro de la iglesia de San Bartolomeo en Padua. 
El debut de Frangipane en Rímini tuvo lugar en 1585, año en el que realizó obras como Maria santissima con in mano l’abito del Riscatto y ss. Francesco e Caterina, para la iglesia de San Antonio della Croce e del Riscatto. Las obras fueron realizadas a comisión de un notario de Rímini, Giulio Fonte, por encargo del médico Giovanni Bassani. En esta misma iglesia, para la capilla de San Simone, realizaría poco después la Circoncisione di Cristo.

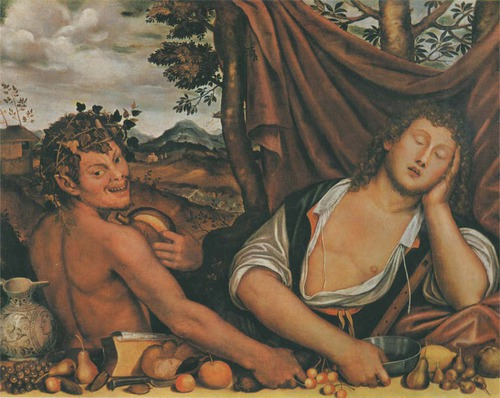
Niccoló Frangipane, Autunno, 1585. Museo Cívico de Údine

En 1756 se documentó que en ese mismo año, 1585, realizó para el altar mayor del Templo Malatestiano la obra l’Assunta, que después pasaría a decorar la sacristía. La pieza sería destruida en un bombardeo durante la Segunda Guerra Mundial, y hoy en día solo se conserva una fotografía. Esta obra se inspira en una pintada unos setenta años antes por Tiziano, una Assunta que se encuentra en la iglesia veneciana de Santa Maria Gloriosa dei Frari, y de la cual Frangipane no fue capaz de extraer la esencia, quedando su propia obra reducida a un lenguaje arcaico que disolvía toda la armonía y el equilibrio sintáctico de la obra de Tiziano.
La única pintura íntegra, firmada y datada, que se conserva del período en que Frangipane estuvo en Rímini es La Madonna in gloria con i ss. Martino e Giovanni Battista, realizado para la parroquia de San Martino, que actualmente está en la iglesia del Sufragio. Nuevamente, con esta obra, el artista vuelve a confirmar su dependencia formal con la obra y el estilo tizianesco, sobre todo tras la restauración que sufrió en 1970, con la que se ha contribuido a demostrar que la estructura paisajística recuerda a la obra Madonna con Bambino e i ss. Andrea e Pietro, que el maestro realizó para el duomo de Serravalle (Vittorio Veneto), mientras que el modelo de San Juan Bautista está muy cercano en apariencia al S. Giovanni Battista, de Tiziano, que está en la Galería de la Academia de Venecia.
La última pintura que Frangipane realiza en tierra Romaña en 1587, será la Madonna del Rosario, ya que volvió a Venecia en 1593 para realizar una de sus obras más famosas, la Deposizione, para la sacristía de los Frari. 
En 1594 ingresó en la Fraglía dei Pittori de Venecia, y en 1597, firmó y dató el bien conocido Autunno (Il fauno e il contadino) del Museo Cívico de Údine, ahora en la colección Nalesso de Padua bajo el nombre de Inverno. De esta fecha aparecen citados en algunos inventarios de los siglos XVI y XVII algunas obras, hoy en día perdidas, como por ejemplo un San Girolamo en la colección A. Savorgnan, un Ritratto di un soldato y un “cuadro de bufones” en la colección M. Spietra. Dentro de la parte más cómica de su obra se puede encontrar obras como Bacco, buffone e ragazza, en la Gallería Querini Stampali de Venecia, que se parece bastante a otro titulado Il Concerto di buffoni, nombrado en 1708 en la colección de Francesco Querini en San Marziale. En esta línea realizó también su Giovane con il cappello a larga testa de Charlecote Park, en Stratford-upon-Avon.